# Beaumont House
Beaumont House est une résidence en brique de style éclectique romano-classique située au 631 Glynburn Road, dans la banlieue de Beaumont, en Australie-Méridionale. Construite en 1851 pour Augustus Short, premier évêque anglican d'Adélaïde et fondateur de la Cathédrale Saint-Pierre d'Adélaïde, elle est parfois appelée Claremont. La maison est inscrite au South Australian Heritage Register depuis le 24 juillet 1980.

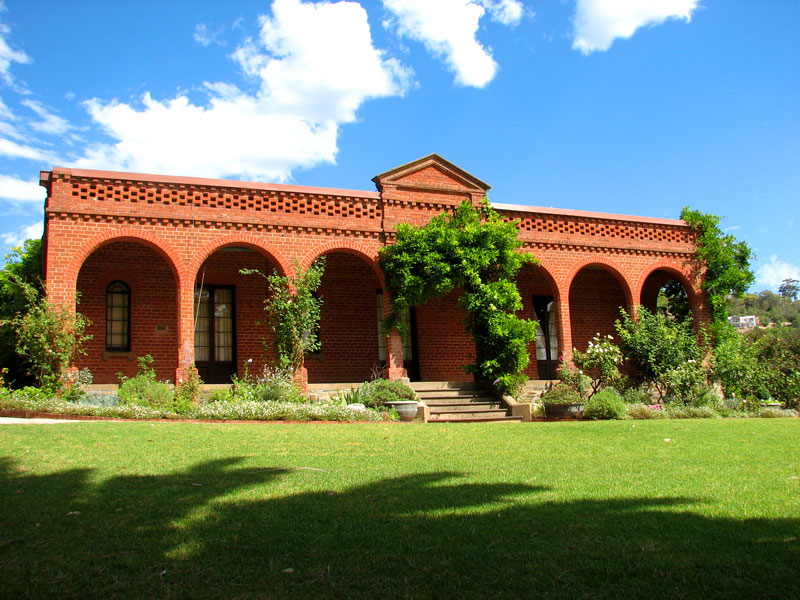
Vue arrière de Beaumont House

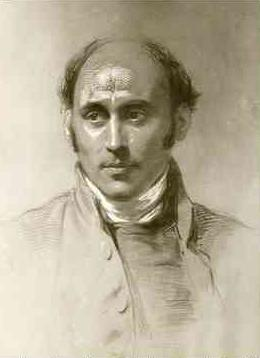
Augustus Short, commanditaire de la maison

## Histoire
Le quartier de Beaumont est fondé en 1848 par Samuel Davenport, homme politique et promoteur immobilier. En raison de sa proximité avec Adélaïde (Australie), les terrains y sont rapidement onéreux, ce qui limite initialement le développement du village.
En 1847, Augustus Short est consacré évêque à l'Abbaye de Westminster le jour de la Saint-Pierre, le 29 juin, avant d'arriver à Adélaïde le 28 décembre de la même année. Souhaitant résider à Beaumont, il acquiert un terrain auprès de Davenport et fait construire Beaumont House entre 1849 et 1851. Il nomme la propriété Claremont et y emménage avec sa famille en 1851. Ils y résident jusqu'en 1856, date à laquelle ils déménagent à Bishop's Court, à North Adelaide.
En 1856, Davenport rachète la maison et y réside jusqu'à sa mort en 1906. Passionné d'agriculture, il plante des oliviers dès 1852 et développe la culture de la soie en introduisant des mûriers sur la propriété.
Après le décès de Davenport, la maison change plusieurs fois de propriétaire entre 1907 et 1911, subissant des modifications significatives sous la propriété du Major Vincent. En 1968, elle est cédée au National Trust of South Australia, qui en assure depuis la gestion et l'entretien.

## Architecture
Beaumont House présente une architecture éclectique mêlant des éléments romano-classiques et méditerranéens. Les modifications apportées par Davenport, influencé par ses voyages internationaux, incluent un toit plat dissimulé par un parapet en brique et des colonnes inspirées du style toscan. Bien que les oliveraies ne soient plus exploitées, elles contribuent toujours au caractère méditerranéen de la propriété.